# 53a Mostra Internacional de Cinema de Venècia
La 53a Mostra Internacional de Cinema de Venècia es va celebrar entre el 28 d'agost i el 7 de setembre de 1996. Fou l'última edició dirigida per Gillo Pontecorvo.

## Jurat
El jurat de la Mostra de 1996 va estar format per:
- Roman Polanski (president)
- Paul Auster
- Souleymane Cissé
- Mrinal Sen
- Callisto Cosulich
- Anjelica Huston
- Miriam Mifai
- Antonio Skármeta
- Hulya Ucansu

## Selecció oficial

### En competició
| Títol original                   | Director(s)        | País de producció                       |
| -------------------------------- | ------------------ | --------------------------------------- |
| Basquiat                         | Julian Schnabel    | Estats Units                            |
| Brigands, chapitre VII           | Otar Iosseliani    | França/ Rússia/ Itàlia/ Suïssa/ Geòrgia |
| Tai Ping Tian Guo                | Wu Nien-jen        | Taiwan                                  |
| Carla's Song                     | Ken Loach          | Regne Unit                              |
| Chronicle of a Disappearance     | Elia Suleiman      | Israel/ Palestina                       |
| Profundo carmesí                 | Arturo Ripstein    | Mèxic                                   |
| For Ever Mozart                  | Jean-Luc Godard    | França/ Suïssa                          |
| The Funeral                      | Abel Ferrara       | Estats Units                            |
| Ilona llega con la lluvia        | Sergio Cabrera     | Colòmbia/ Espanya/ Itàlia               |
| Hommes, femmes, mode d'emploi    | Claude Lelouch     | França                                  |
| Michael Collins                  | Neil Jordan        | Estats Units                            |
| Der Unhold                       | Volker Schlöndorff | Alemanya/ França/ Regne Unit            |
| Party                            | Manoel de Oliveira | França/ Portugal                        |
| Ponette                          | Jacques Doillon    | França                                  |
| Pianese Nunzio, 14 anni a maggio | Antonio Capuano    | Itàlia                                  |
| Vesna va veloce                  | Carlo Mazzacurati  | Itàlia/ França                          |

## Premis
- Lleó d'Or:
  - Michael Collins de Neil Jordan
- Gran Premi Especial del Jurat:
  - Brigands, chapitre VII d'Otar Iosseliani
- Premi Osella:
  - Millor Guió Original - Profundo carmesí de Paz Alicia Garciadiego
  - Millor Música Original - David Mansfield per Profundo carmesí
  - Millor Muntatge - Profundo carmesí de Paz Alicia Garciadiego
- Copa Volpi:
  - Millor Actor - Liam Neeson per Michael Collins
  - Millor Actriu - Victoire Thivisol per Ponette
  - Millor Actor secundari - Chris Penn per The Funeral
- Menció Honorífica:
  - Jan Sverák per Kolya
- Medalla d'Or del President del Senat Italià:
  - Ken Loach per Carla's Song
- Premi Luigi De Laurentiis:
  - Chronicle of a Disappearance d'Elia Suleiman
- Lleó d'Or a la carrera:
  - Robert Altman
  - Michèle Morgan
  - Vittorio Gassman
  - Dustin Hoffman
- Premi FIPRESCI:
  - Alex van Warmerdam per De jurk
  - Pascale Ferran per L'âge des possibles
  - Jacques Doillon per Ponette
- Premi OCIC:
  - Jacques Doillon per Ponette
  - Abel Ferrara per The Funeral
- Premi Especial OCIC:
  - La porta del cielo
- Premi OCIC Award - menció honorífica:
  - Ivan Fila per Lea
- Premi UNICEF:
  - Volker Schlöndorff per Der Unhold
- Premi CICT-IFTC:
  - Small Wonders d'Allan Miller
- Premi Pasinetti:
  - Millor Film - The Portrait of a Lady de Jane Campion
  - Millor Actor - Fabrizio Bentivoglio per Pianese Nunzio, 14 anni a maggio
  - Millor Actriu - Tereza Zajickova per Vesna va veloce
- Premi Pietro Bianchi:
  - Roberto Perpignani
  - Carlo Lizzani
- Premi FEDIC:
  - Voci nel tempo de Franco Piavoli
- Petit Lleó d'Or:
  - Claude Lelouch per Hommes, femmes, mode d'emploi
- Premi Elvira Notari:
  - Monica Pellizzari per Fistful of Flies
- Premi Sergio Trasatti:
  - Jacques Doillon per Ponette
- Premi 'CinemAvvenire':
  - Millor pel·lícula sobre la relació home-natura - Jacques Deschamps per Still Waters Run Deep
  - Millor primer treball - Jacques Deschamps per Still Waters Run Deep
- Premi Kodak:
  - Ugo Chiti per Albergo Roma
- Premi AIACA:
  - Stefano Gigli per Il fratello minore